# Papa Evaristo

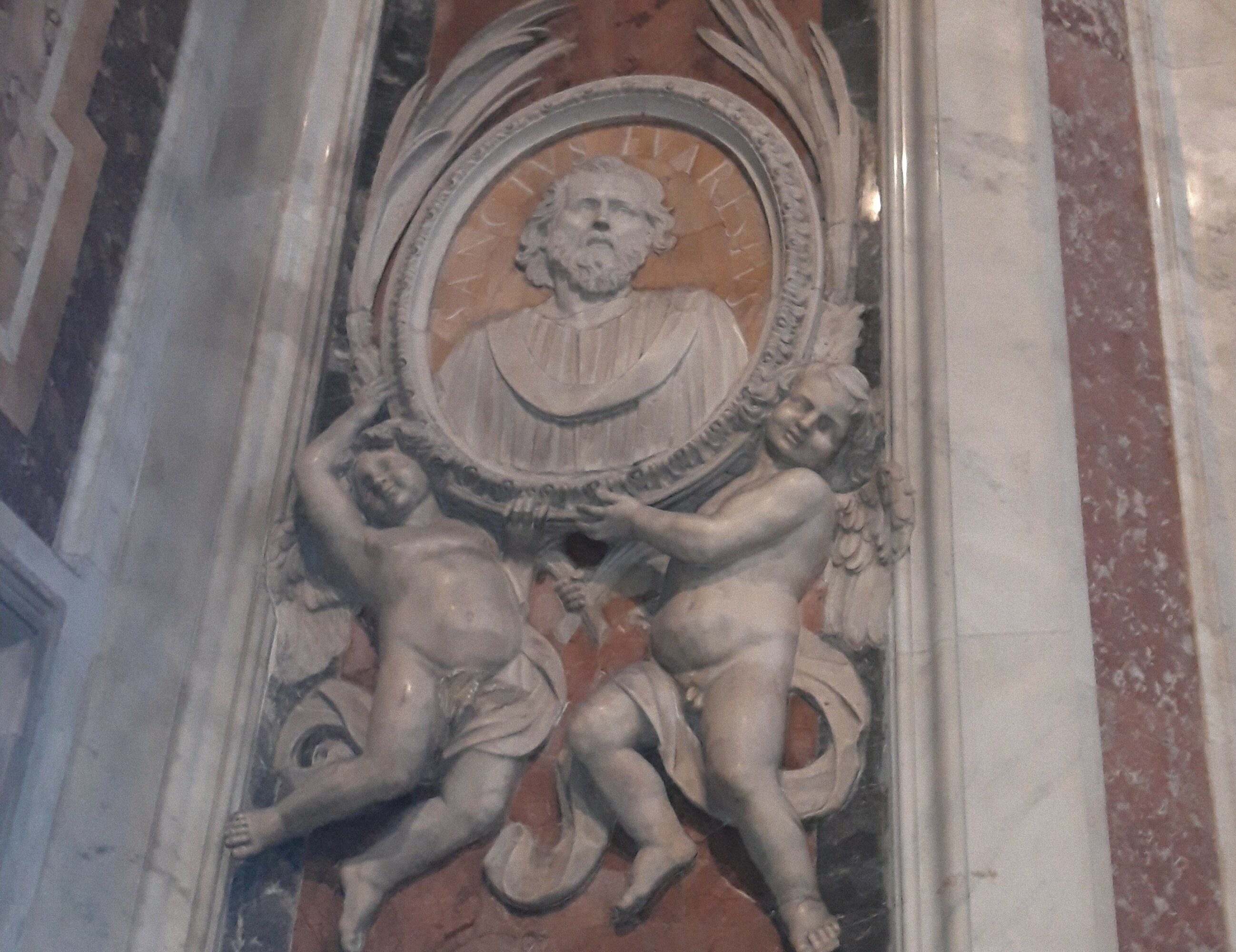
Sant'Evaristo papa, bassorilievo su una colonna della navata sinistra della Basilica di San Pietro in Vaticano

Evaristo o Aristo, secondo il Catalogo Liberiano (Betlemme, ... – Roma, 106 o 108) è stato il 5º vescovo di Roma e papa della Chiesa cattolica, che lo venera come santo. Fu papa tra il 96/99 e il 105/106 o 108 (le fonti sono discordi).

## Biografia
Secondo il Liber pontificalis, egli era greco di nascita, figlio di un padre ebreo di nome Giuda della città di Betlemme. Eusebio di Cesarea scrive nella Storia Ecclesiastica che Evaristo fu eletto papa nel terzo anno del regno dell'imperatore Traiano (99 d.C.), in seguito all'abdicazione del suo predecessore Clemente I, esiliato nel Chersoneo Taurico dalle autorità imperiali.
Il Liber Pontificalis riferisce che Evaristo per primo assegnò i tituli ai presbiteri della città e che ordinò sette diaconi che lo aiutassero nelle celebrazioni liturgiche. Con proprio decreto, Evaristo ribadì inoltre che i matrimoni dei cristiani dovevano ricevere la benedizione di un sacerdote, "secondo quanto prescritto dalla Tradizione Apostolica".
Eusebio riporta che Evaristo morì durante il dodicesimo anno del regno di Traiano (108 d.C.). Il Liber Pontificalis afferma che egli morì martire, ma il Martirologio Romano non lo ricorda come un martire. È sepolto presso la tomba di San Pietro nelle Grotte Vaticane.

## Culto
La sua ricorrenza si celebra il 27 ottobre.
Dal Martirologio Romano:

## Opere
A papa Evaristo vengono attribuite due epistole, che fanno parte di quel complesso di falsi medievali noti con il nome di Decretali pseudoisidoriane.